# 北京劝业场
劝业场，位于北京市西城区廊房头条17号，是一家老字号商场。

## 历史
“京师劝工陈列所”于1905年由清政府商部创办，是官办工艺局产品展销馆，设在廊房头条。1908年（光绪三十四年），陈列所遭火灾，随后搬迁到广安门内大街与牛街交叉路口的东北角，现北京市回民学校西院。1912年，陈列所改为“商品陈列所”。1914年在廊房头条原址重建，不久再次遭火灾焚毁。1918年重建，而后第三次遭焚毁。1923年，该所在廊房头条原址再度重建开业，此次重建的建筑留存至今，即如今的劝业场旧址。1928年，该所更名为“工商部国货陈列馆”，馆址迁到正阳门箭楼上。
1936年后，政府将其划归北平市政府，在廊房头条原址重建，称“北平市国货陈列馆”，又名“劝业场”。“劝业场”意为“劝人勉力，振兴实业，提倡国货”。规定私人可在此租地设摊，但仅许卖国货，禁止卖洋货。但此后劝业场遭多次火灾，逐渐萧条；日本占领时期仅能勉强维持。
根据史料记载，劝业场大楼内曾设有百余个摊位，吃、穿、用俱全，另外楼内还设有电影院、剧场、舞厅、台球厅，所以劝业场集商贸、餐饮、娱乐为一体。当时，一层出售日用百货，二层出售文物及艺术品，三层设有几家照相馆、理发馆，四层是一个小型剧场。
1949年之后，劝业场一度关张。1956年公私合营后，改为国营商场，主要经营珠宝玉器、金属器皿、刺绣、丝织品、棉麻织品、土特产品等商品，还出售日用百货、皮货、五金电器等。1975年，劝业场被改为“新新服装店”，共有三层楼，营业面积4000余平方米，以款式新颖、品种齐全而闻名全北京。2000年左右，又被改作“新新宾馆”。由于被宾馆使用，所以劝业场大楼被被分隔出许多房间，而且外观已被广告牌等物遮盖。
1995年，“劝业场旧址”被列为北京市文物保护单位。2006年，劝业场旧址作为“大栅栏商业建筑”的一部分，被列为第六批全国重点文物保护单位。
在21世纪初进行的前门大街及大栅栏的大规模改造中，劝业场处在“大栅栏C地块”。该地块位于正阳门西南侧，地处北京历史文化保护区，东到珠宝市街，西到煤市街，南到廊房二条，北到前门西河沿街，总占地面积大约3.74公顷。以劝业场旧址为主的核心文物保护区是“大栅栏C地块”保护整治的重点。2011年底，劝业场旧址的腾退整治工作启动。此次由国有企业“北京大栅栏永兴置业有限公司”负责该项文物建筑的修缮。按照规划，2012年内劝业场将恢复原貌。
2013年2月6日，由于北京房地集团有限公司未经北京市人民政府批准，擅自对全国重点文物保护单位劝业场旧址进行修缮，北京市文物局依法对该单位处以罚款人民币20万元的行政处罚，并责令其依法办理修缮手续。
2014年9月，在“2014北京国际设计周”期间，劝业场作为“大栅栏会馆”正式对外开放。劝业场被开辟为文化艺术中心，举办各种艺术展览，同时也具备商业功能，引入服饰、娱乐、饮食等方面的知名品牌。修复后的劝业场内，大玻璃屋顶、大理石地砖、白色雕花楼梯尽显西洋气息。
2017年，北京坊建筑集群落成，劝业场成为北京坊的一部分。

## 建筑
劝业场建筑始建于1905年前后，现存的建筑则建于1923年，是北京首幢大型综合商业楼，也是北京第一家带厢式电梯、游乐场的大楼，曾被誉为“京城商业第一楼”。
劝业场原来外观为四层，内部实为三层，另外有地下一层。该楼为钢筋混凝土砖混结构加钢屋架，在当时属于最先进的建筑技术。一层的正门位于廊房头条北侧。二层和三层采用壁柱、窗套、阳台装饰立面，檐上作女儿墙。建筑背面位于前门西河沿街上，看似体量较小，但非常规整，采用古希腊的爱奥尼柱、花瓶栏杆阳台、圆拱形山花等西洋古典装饰。劝业场内部纵深方向设有三个大厅，四周是三层回廊，设开敞式商店，内部装修极为豪华。房顶设有巨大的玻璃天窗，以便为营业厅采光。
2014年修缮完工后，劝业场外立面保留民国时期建筑风貌，内部加固结构，恢复了原有的三个中庭，在保留原貌的基础上加装符合文化艺术中心功能需求的设施及装饰。